# Elecciones internas del Partido Socialista Unido de Venezuela de 2018
El III Congreso del PSUV realizado el 2 de febrero de 2018, fue un proceso electoral interno dentro del partido oficialista para la escogencia del candidato presidencial para las elecciones presidenciales del 20 de mayo. Durante dicho congreso se reunieron más de 500 delegados, los cuales ratificaron por unanimidad la candidatura para la reelección de Nicolás Maduro para un segundo mandato.

## Antecedentes
Por vía de decreto, la Asamblea Nacional Constituyente adelantó las elecciones para realizarlas antes del 29 de abril de 2018. El Consejo Nacional Electoral anunció que la fecha oficial para los comicios sería el 22 de abril. Un documento que firmó Avanzada Progresista, una fracción de COPEI y el MAS junto al PSUV el 1 de marzo acordaba aplazar las elecciones presidenciales hasta el 20 de mayo; el pacto también contemplaba la observación internacional de la Organización de Naciones Unidas en los comicios, elecciones parlamentarias a nivel estatal y local reconocimiento de resultados electorales, sin embargo, el organismo internacional ha expresado que para efectuar dicha misión debe ser aprobada por la Asamblea General o el Consejo de Seguridad y no por su Secretario General Antonio Guterres, como ha indicado reiteradas veces el mandatario Nicolás Maduro, y que hasta la fecha no ha surgido una iniciativa en el organismo para que se concrete.
Smartmatic, la compañía de máquinas electorales que ha participado en la mayoría de las elecciones durante el chavismo cesó las operaciones en marzo, declarando que no podían garantizar la validez de los resultados electorales mediante sus máquinas. El 1 de marzo, en sesión extraordinaria, el Consejo Nacional Electoral, concedió una rueda de prensa, y ofreció un balance del cronograma electoral, donde anunció que la elecciones de los concejos municipales y estatales se realizarían junto con las presidenciales el 20 de mayo, al igual que en los próximos darían detalles sobre la reprogramación de las actividades electorales.

## Proceso

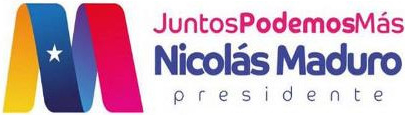
Logo de la campaña presidencial de Nicolás Maduro.

El 26 de enero de 2018, Nicolás Maduro inició su campaña en el Poliedro de Caracas, y publicó su logo, canción y lema de campaña «Todos con Maduro», aclarando que estaba listo para la reelección y que tenía una "victoria asegurada".
Debido a la impopularidad percibida del presidente Nicolás Maduro dentro del PSUV, se especuló que los posibles candidatos incluirían al expresidente de la Asamblea Nacional Diosdado Cabello, al vicepresidente Tareck El Aissami y a la presidenta de la Asamblea Nacional Constituyente Delcy Rodríguez.
Sin embargo, Nicolás Maduro finalmente fue elegido para postularse como candidato presidencial del partido el 2 de febrero. El PSUV, representado en 500 delegados, lo juramentó como candidato a la reelección. Después de resultar elegido, Maduro lanzó una amenaza a la oposición, asegurando que «Nosotros vamos a ir a las elecciones, con o sin ustedes», afirmó. Asimismo, varios partidos pertenecientes al Gran Polo Patriótico dieron su respaldo a la candidatura de Maduro entre los cuales destacan el PCV, PPT, UPV, MEP, Tupamaro y Podemos.